# Geißlingen (Klettgau)
Geißlingen ist ein Ortsteil der Gemeinde Klettgau, Landkreis Waldshut in Baden-Württemberg, Deutschland.

## Geographie
Das Dorf mit rund 950 Einwohnern liegt im Klettgau und ist der westlichste Ortsteil der Gemeinde Klettgau an einem Südhang, umschlossen von Obstbäumen und nicht weit entfernt von weiten Laubwäldern an den Hängen der Jura-Randen-Ausläufer und dem Birnberg (637 m), Wanderwege durch den Wald führen zur Küssaburg, zum Alkenhof und zu den Reutehöfen und dem Sender Wannenberg. Nördlich des Orts fließt der Klingengraben, südlich fließt der Schwarzbach. Trotz starker wohnbaulicher Entwicklung mit mehreren gewerblichen Ansiedlungen ist die Landwirtschaft aufgrund der fruchtbaren Klettgauböden nach wie vor ein wichtiger Bestandteil des Ortes.

## Geschichte
Auf der Geißlinger Gemarkung wurden Funde aus der Hallstatt und Latènezeit gemacht. Aus römischer Zeit stammt das Heidenschlössle beim Heideggerhof. Es war ein etwa 40 × 40 m messendes Gebäude. Stempel der XI. und der XXI. Legion, mehrere Münzen und ein Kopf aus rotem Sandstein mit Zeichen der 3. Kohorte der Hispanier wurden gefunden.
Geißlingen, dessen Ortsname bei den Angehörigen des Gisilo bedeutet, wurde erstmals 876 urkundlich erwähnt als Gotsbert, Landgraf im Klettgau seinen Besitz im Ort an das Kloster Rheinau schenkte. Marquardt von Krenkingen-Weissenburg übergab 1111 seinen Besitz in Geißlingen an das Augustinerkloster Detzeln, welches später nach Riedern am Wald verlegt wurde. 1350 erhielt diesen Geißlinger Klosterhof das Frauenkloster Riedern am Wald, bei welchem er bis zu dessen Auflösung verblieb. 1345 wurde Konrad von Krenkingen auf Schloss Roggenbach zum Vogtherr gewählt. 1524 brachte Thomas Müntzer die Lehre der Täufer in den Klettgau. 1845 brannten 27 Häuser nieder.
Kirchengeschichtlich wird Geißlingen zum ersten Mal 1444 als Filiale der Pfarrei Grießen erwähnt. Die katholische Kirche errichtete im Jahr 1898 eine Kuratie und im Jahr 1910 eine eigenständige Pfarrei in Geißlingen. Ein Kirchengebäude besteht seit spätestens 1459. Die Kirche St. Katharina wurde in den Jahren 1820/21 wesentlich erweitert. Die evangelischen Gemeindemitglieder gehören der Pfarrei Klettgau an.
Am 1. Januar 1975 wurde Geißlingen in die Gemeinde Klettgau eingegliedert.

## Wirtschaft
Der immer noch teils landwirtschaftlich geprägte Ort hat sich zu einer Wohnsiedlung mit kleinem Gewerbegebiet entwickelt. Im Gewann Reiherwald erfolgt Kiesabbau durch die Firma Bechtel & Szilaky Kieswerke.

## Verkehr
Die Gemarkung wird von der B 34 in Ostwest Richtung durchquert. Straßenanschlüsse gibt es außerdem Richtung Grießen und Schwerzen. Ebenfalls in Ostwest Richtung verlaufen die Gleise der Hochrheinbahn. Der Haltepunkt Grießen ist mit dem Bus oder per Fuß zu erreichen, wird aber momentan nur von Schülerzügen bedient.

## Persönlichkeiten
- Gotthard Hilzinger (1718–1781), Kirchenmaler
- Emil Kiesel (1910–1990), Pfarrer